# ГЕС Romaine 1
ГЕС Romaine 1 — гідроелектростанція у канадській провінції Квебек. Знаходячись після ГЕС Romaine 2, становить нижній ступінь каскаду на річці Romaine, яка впадає з півночі до протоки Жака Картьє (сполучає устя річки Святого Лаврентія з її естуарієм — затокою Святого Лаврентія).
У межах проекту річку перекрили кам'яно-накидною греблею з асфальтовим ядром висотою 42 метри та довжиною 850 метрів, котра потребувала 608 тис. м3 породи (та 5,6 тис. м3 асфальту). На час будівництва воду відвели за допомогою тунелю довжиною 0,4 км з перетином 12х9 метрів. Разом із однією допоміжною дамбою гребля утримує водосховище з площею поверхні від 11,2 км2 до 12,6 км2 та об'ємом 147 млн м3 (корисний об'єм 18 млн м3), в якому припустиме коливання рівня у операційному режимі між позначками 80,8 та 82,3 метра НРМ (у випадку повені останній показник може підвищуватись до 83,3 метра НРМ).
Зі сховища по правобережжю проклали підвідний канал довжиною 0,55 км, який переходить у два напірні водоводи. Останні живлять дві турбіни типу Френсіс потужністю по 135 МВт, які при чистому напорі у 61,5 метра повинні забезпечувати виробництво 1,4 млрд кВт-год електроенергії на рік.
Видача продукції відбувається по ЛЕП, розрахованій на роботу під напругою 315 кВ.
Спорудження комплексу потребувало екскавації 1,4 млн м3 породи та використання 66 тис. м3 бетону.